# Yomif Kejelcha
Yomif Kejelcha (en amárico: ዮሚፍ ቀጀልቻ, Elfata, 1 de agosto de 1997) es un deportista etíope que compite en atletismo, especialista en las carreras de fondo.
Ganó una medalla de plata en el Campeonato Mundial de Atletismo de 2019, dos medallas de oro en el Campeonato Mundial de Atletismo en Pista Cubierta, en los años 2016 y 2018, y una medalla de plata en el Campeonato Mundial de Atletismo en Ruta de 2023.
Participó en dos Juegos Olímpicos de Verano, ocupando el octavo lugar en Tokio 2020 y el sexto en París 2024, en la prueba de 10 000 m.
En el Medio Maratón de Valencia de 2024 estableció una nueva plusmarca mundial de la media maratón (57:30).

## Palmarés internacional
| Campeonato Mundial                   | Campeonato Mundial        | Campeonato Mundial | Campeonato Mundial |
| Año                                  | Lugar                     | Medalla            | Prueba             |
| ------------------------------------ | ------------------------- | ------------------ | ------------------ |
| 2019                                 | Doha (Catar)              | Medalla de plata   | 10 000 m           |
| Campeonato Mundial en Pista Cubierta |                           |                    |                    |
| Año                                  | Lugar                     | Medalla            | Prueba             |
| 2016                                 | Portland (Estados Unidos) | Medalla de oro     | 3000 m             |
| 2018                                 | Birmingham (Reino Unido)  | Medalla de oro     | 3000 m             |
| Campeonato Mundial en Ruta           |                           |                    |                    |
| Año                                  | Lugar                     | Medalla            | Prueba             |
| 2023                                 | Riga (Letonia)            | Medalla de plata   | 5 km               |